# Ойген Фінк
Ойген Фінк (нім. Eugen Fink; 11 грудня 1905 - 25 липня 1975) - німецький філософ. 

## Біографія
Фінк народився у 1905 році у сім'ї німецького урядовця. Перші шкільні роки провів із дядьком, який був католицьким священиком. Відвідував гімназію у м. Констанц де досягнув хороших результатів завдяки своїй екстраординарній пам'яті. Після випускних іспитів у 1925 році, вивчав філософію, історію, німецьку мову та економіку. Навчання проходило спочатку у Мюнстері та Берліні, а згодом продовжилось у Фрайбургу разом із Едмундом Гусерлем.

## Філософія
Працюючи помічником Гусерля, був представником феноменологічного ідеалізму, а потім послідовником М. Гайдеггера. Працював над проблемою прояву буття людини як частини космічного буття. Називав філософські проблеми перед питаннями, що мають привести до справжньої філософії шляхом онтологічної практики.